# Pseudapis mandschurica
Pseudapis mandschurica là một loài Hymenoptera trong họ Halictidae. Loài này được Hedicke mô tả khoa học năm 1940.